# Sembradora de inyección
Inyección seeders (traducido como sembradoras de inyección) son dispositivos que dirigen la salida de pequeños láseres "semilla" hacia la cavidad de un láser mucho más grande para estabilizar la salida de este último. La mayoría de láseres semilla son láseres estables de frecuencia única, que emiten dentro de la línea espectral de un medio activo de un láser más grande. La frecuencia única estimula al láser más grande a emitir en un único modo longitudinal, y el láser semilla también puede mejorar el perfil espacial del láser más grande y mejorar el parámetro M2.  Los láseres semilla pueden ser continuos o pulsados. Al sembrar un láser pulsado se puede reducir las variaciones en la salida de energía y en el cronometrado (fluctuación del retardo) de un pulso a otro, y suavizar las variaciones temporales dentro del pulso. Muchos láseres comerciales utilizan un diodo láser como fuente de siembra.